# Daihatsu Compagno

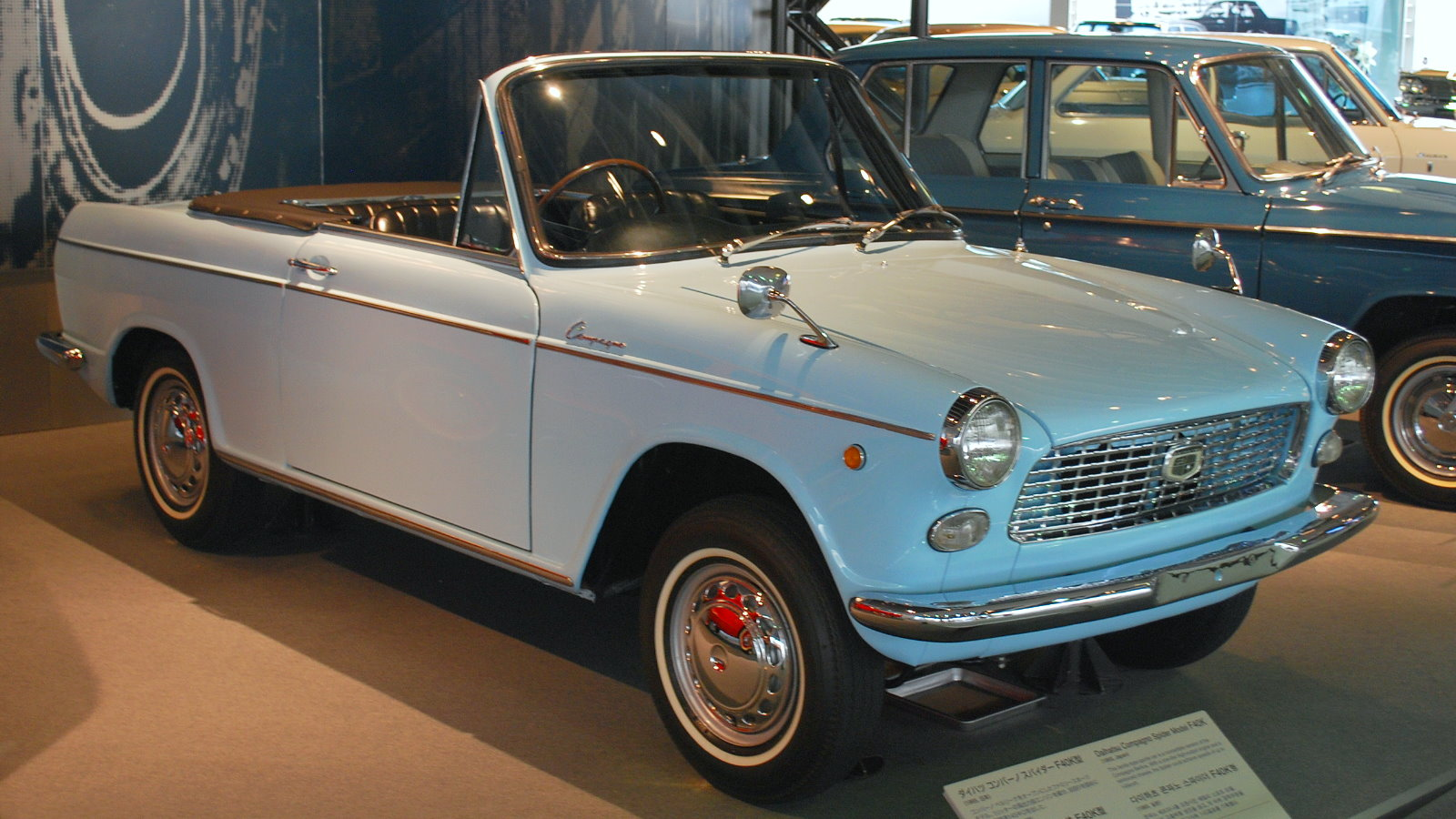
Daihatsu Compagno Spider

De Daihatsu Compagno was een personenauto van het Japanse automerk Daihatsu die tussen 1963 en 1969 werd geproduceerd.

## Geschiedenis
De compacte auto was beschikbaar als twee- of vierdeurs Berlina (sedan), tweedeurs Spider (cabriolet) of pick-up en als een combi met twee deuren en een achterklep. In tegenstelling tot andere kleine auto's uit die tijd had de Compagno geen zelfdragende carrosserie maar was gebouwd op een chassis, bestaande uit twee langsliggers verbonden door dwarsbalken.
De auto werd aangedreven door een viertakt viercilinder benzinemotor met een cilinderinhoud van 0,8 of 1,0 liter. De Spider was ook verkrijgbaar met brandstofinjectie, de andere versies waren alleen beschikbaar met carburateur. Het vermogen werd via een volledig gesynchroniseerde vierversnellingsbak overgebracht op de achteras. De voorwielen werden afzonderlijk opgehangen aan dubbele draagarmen met torsiestaven, achter was er een starre as met half-elliptische bladveren.
In 1969 bood de Nederlandse importeur Hollandse Auto Importmaatschappij B.V. (HAI B.V.) uit Wassenaar de vierdeurs Compagno Berlina aan voor 6.990 gulden. Het merk was toen in Nederland sinds kort op de markt en deed denken aan een kleine Engelse auto met inbegrip van een sportstuur met drie metalen spaken en een goede interieurverzorging. De afwerking werd beoordeeld als keurig en als kleine gezinswagen was de Daihatsu een goede propositie.
De Compagno werd in 1969 opgevolgd door de Daihatsu Consorte.
In productie:
Copen ·
Cuore ·
Hijet ·
Materia ·
Sirion ·
Terios ·
Trevis
Concepts:
Mud Master C
Niet meer in productie:
Applause ·
Charade ·
Charmant ·
Consorte ·
Compagno ·
Fellow ·
Feroza ·
Gran Move ·
Max Cuore ·
Move ·
Rocky ·
Taft ·
Valéra ·
YRV